# Estrela anã
Em astronomia, estrelas anãs são um grupo característico de estrelas ao qual a maioria das estrelas conhecidas pertence.
A característica principal deste grupo é que o processo majoritário de produção de energia é a fusão de prótons (núcleos de hidrogênio) em uma reação chamada cadeia próton-próton.
O Sol é uma estrela anã. Assim como todas as estrelas que pertencem à sequência principal do diagrama de Hertzsprung-Russell também são chamadas de estrelas anãs, ou sub-anãs.